# Hyplathrinus planicollis
Hyplathrinus planicollis is een keversoort uit de familie molmkogeltjes (Corylophidae). De wetenschappelijke naam van de soort werd in 1877 gepubliceerd door Edmund Reitter.